# Pirquet (cráter)

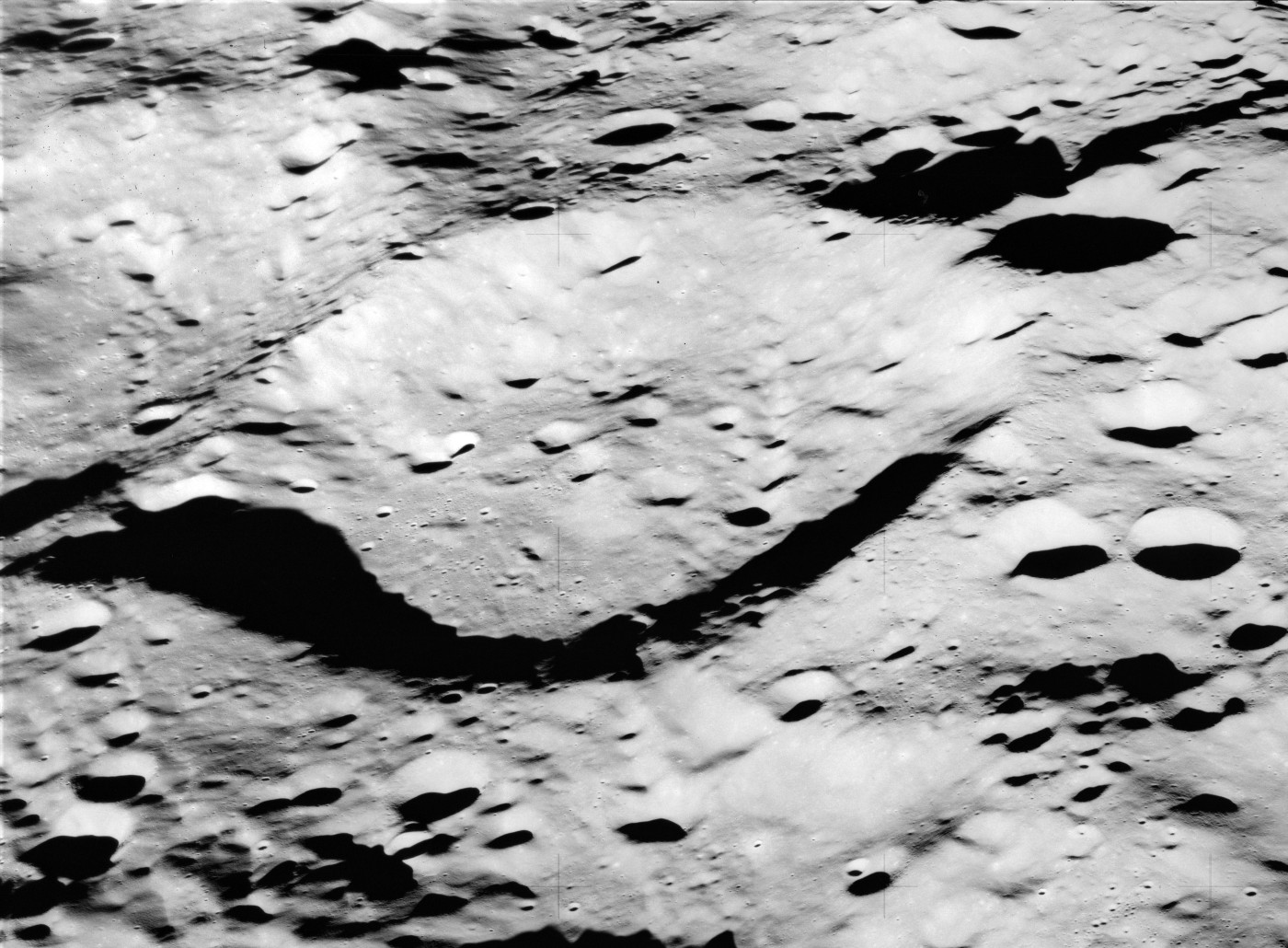
Fotografía de la misión Apolo 15

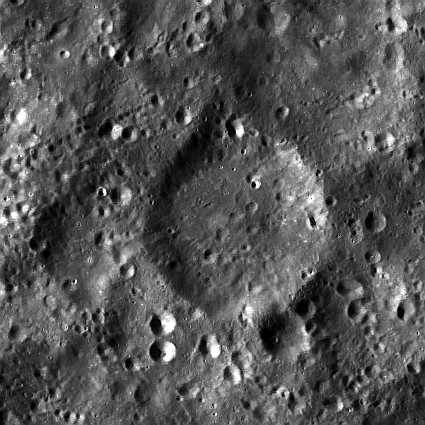
Fotografía de la misión Lunar Reconnaissance Orbiter

Pirquet es un cráter de impacto erosionado, que se encuentra al noroeste del cráter más grande Levi-Civita en la cara oculta de la Luna. Alrededor de tres diámetros del cráter al oeste se halla el prominente cráter Tsiolkovskiy. Al norte-noreste de Pirquet aparece Denning.
|  |

El borde y el interior de Pirquet están marcados por una serie de pequeños cráteres. Uno de ellos sobresale de la pared interior en el lado sur-sureste. Este cráter es ligeramente alargado en la dirección este-oeste, haciendo que parezca ligeramente ovalado.

## Cráteres satélite
Por convención estos elementos son identificados en los mapas lunares poniendo la letra en el lado del punto medio del cráter que está más cercano a Pirquet.
|         | \| Pirquet \| Coordenadas \| Diámetro \| \| ------- \| ------------------------------- \| -------- \| \| S \| 20°36′S 137°42′E / -20.6, 137.7 \| 30 km \| \| X \| 17°12′S 138°30′E / -17.2, 138.5 \| 17 km \| |          |
| Pirquet | Coordenadas | Diámetro |
| S       | 20°36′S 137°42′E / -20.6, 137.7 | 30 km    |
| X       | 17°12′S 138°30′E / -17.2, 138.5 | 17 km    |